# 누카다역
누카다역(일본어: 額田駅)은 일본 이바라키현 나카시에 위치한 동일본 여객철도 스이군선 히타치오타 지선의 철도역이다. 단선 승강장 1면 1선의 구조를 갖춘 지상역이다.

## 역 주변
- 국도 제349호선
- 구지 강

## 역사
- 1897년 11월 16일 : 오타 철도의 역으로서 개업.
- 1901년 10월 21일 : 오타 철도가 미토 철도로 영업 양도.
- 1927년 12월 1일 : 미토 철도가 국유화. 국유철도의 역이 됨.
- 1960년 11월 20일 : 화물 취급 폐지.
- 1970년 10월 1일 : 무인역화. 역사는 유인 시대까지였지만, 쇼와 50년대에 들어서면서부터 구) 역무실 부분을 해체해, 맞이방 부분을 남아서 개축이 되었다. 그 후 해체되어, 간단한 구조의 맞이방으로 변경. 동시에 승차권 발매가 개인 상점으로의 간이위탁됨.
- 1987년 4월 1일 : 일본국유철도 분할 민영화에 의해, 동일본 여객철도가 승계.
- 1992년 8월 1일 : 승차권 발매의 위탁이 해제됨.

## 인접 역
| 스이군선                       | 스이군선          | 스이군선               |
| ------------------------------ | ----------------- | ---------------------- |
| 미나미사카이데 가미스가야 방면 | ■ 히타치오타 지선 | 가와이 히타치오타 방면 |